# Lopes Mendes (Strand)

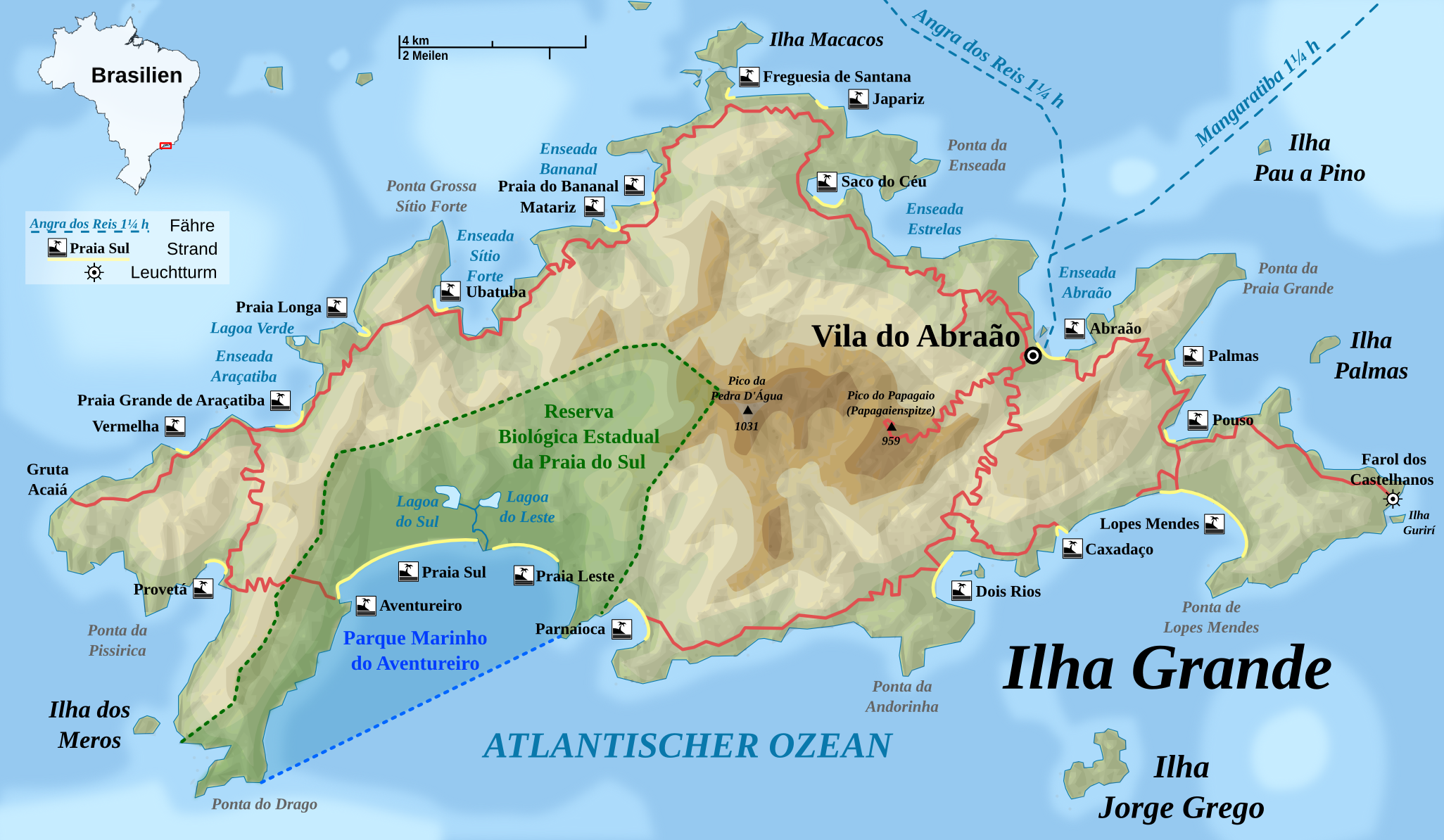

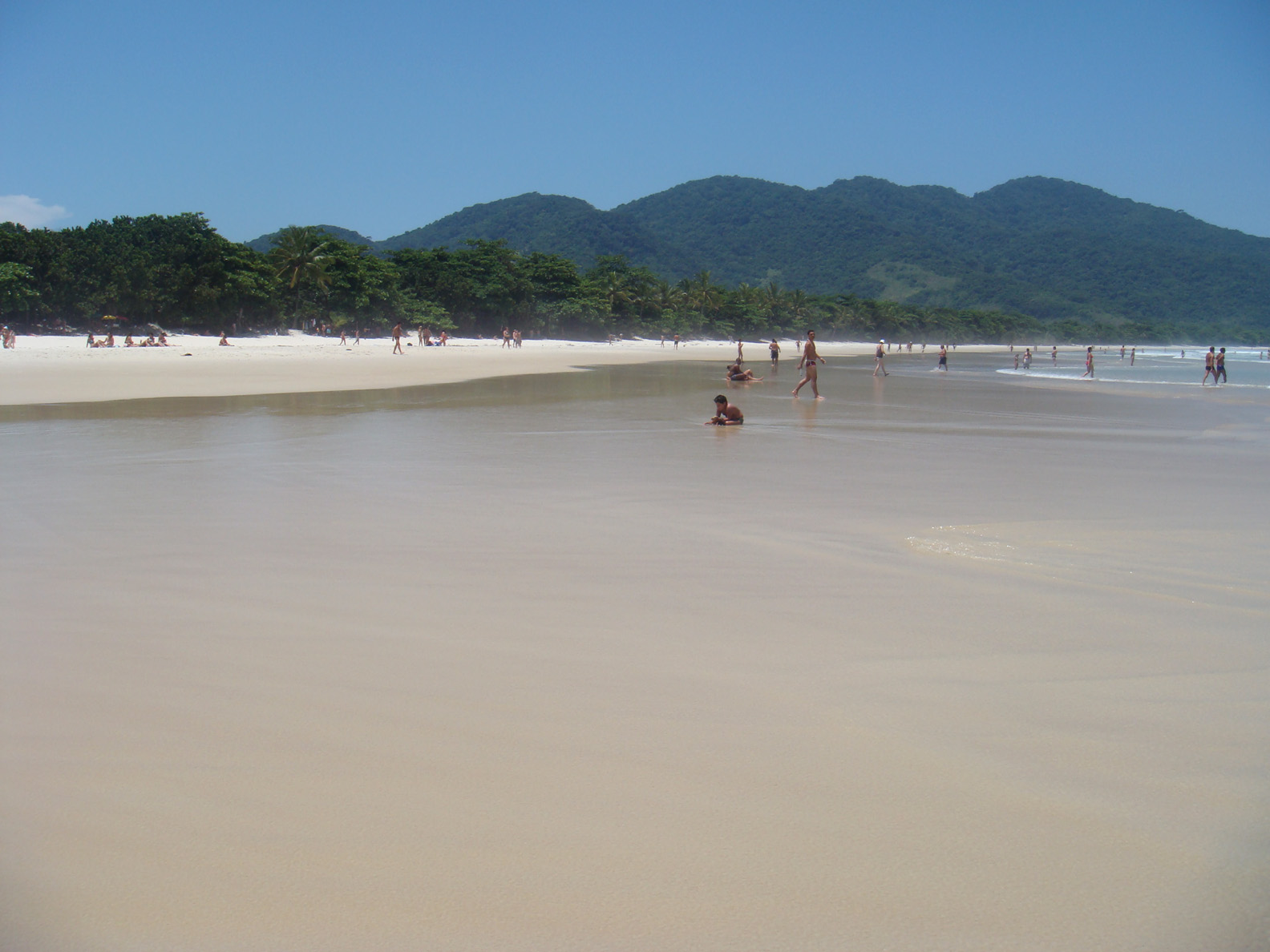
Lopes Mendes

Der Strand von Lopes Mendes befindet sich im Südosten der Ilha Grande, auf Gebiet der Gemeinde Angra dos Reis im brasilianischen Bundesstaat Rio de Janeiro. Er gilt als einer der schönsten Strände des Landes.
Der beinahe weiße Sandstrand erstreckt sich über knapp 2,5 km entlang der Atlantikküste. Da er dem offenen Ozean zugewandt ist, wird der Strand von Lopes Mendes von vergleichsweise kräftiger Brandung geprägt. Neben Badegästen zieht es deshalb vor allem Surfer an den Strand. Wie der Großteil der Strände an der Südküste der Ilha Grande ist auch Lopes Mendes unbewohnt und wird zum Inselinneren hin von einer dichten Restinga-Vegetation umgeben.
Besucher können den Strand entweder zu Fuß oder per Boot erreichen. Viele Touristen kommen über den Wanderweg, der von Vila do Abraão über die Strände von Palmas und Pouso in ca. zwei Stunden durch den Wald nach Lopes Mendes führt. Von Vila do Abraão fahren bei ruhigem Seegang auch regelmäßig Ausflugsboote um das östliche Ende der Insel herum zum Strand.